# Turismul în Spania

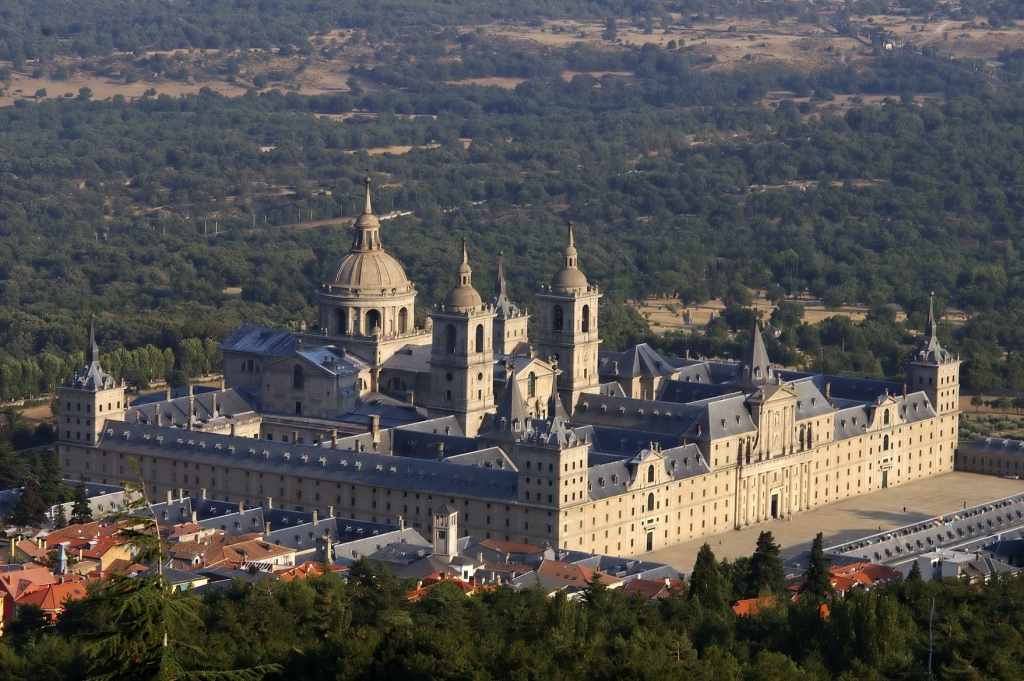
Mănăstirea El Escorial

Spania este a doua cea mai populară țară din punct de vedere turistic din lume, după Franța, cu 60 de milioane de vizitatori pe an (2007).
Cele mai populare destinații sunt metropolele Madrid și Barcelona, plus orașele Córdoba, Sevilia, Granada și Malaga în Andaluzia. În alte părți a țării, Toledo, Salamanca și Santiago de Compostela sunt vizitate. Spania este și o destinație populară de vară, cu Valencia, Insulele Canare și Insulele Baleare fiind foarte vizitate.
Spania primește anual aproximativ 50 mil. de turiști.

## Madrid
Madrid este capitala Spaniei. Construit pe ruinele unui fort maur numit Magerit, orașul a devenit capitală în 1561, în timpul domniei lui Filip al II-lea de Habsburg. Ca urmare Madrid a devenit un oraș înfloritor, iar astăzi este rivalizat cultural doar de către Barcelona.
Madrid este nu doar capitala țării, ci și capitala provinciei și a comunității autonome Madrid. 
Puncte importante culturale și turistice includ faimosul Muzeu Prado, Muzeul Thyssen Bornemisza, Centrul de Artă Regina Sofia (unde se află Guernica lui Pablo Picasso), Casón del Buen Retiro, Palatul Regal, Templo de Debod, Monasterio de las Descalzas Reales, Puerta del Sol, Parque de Retiro, și Chueca
Alte orașe învecinate sunt populare pentru călătoriile de o zi din Madrid, incluzând Toledo, Segovia, Ávila, Aranjuez, Alcalá de Henares, mănăstirea și complexul de palate de la El Escorial, și Santa Cruz del Valle de los Caídos.

## Barcelona
Barcelona este capitala Cataloniei, o comunitate autonomă din nord-estul Spaniei. Este de asemenea al doilea cel mai mare oraș al Spaniei, după Madrid. Barcelona se află pe coasta Mediteranei, 160 km sud de lanțul muntos Pirinei, care reprezintă granița cu Franța. Populația orașului este de aproximativ 1,6 milioane, iar a zonei metropolitane de aproximativ 3 milioane.

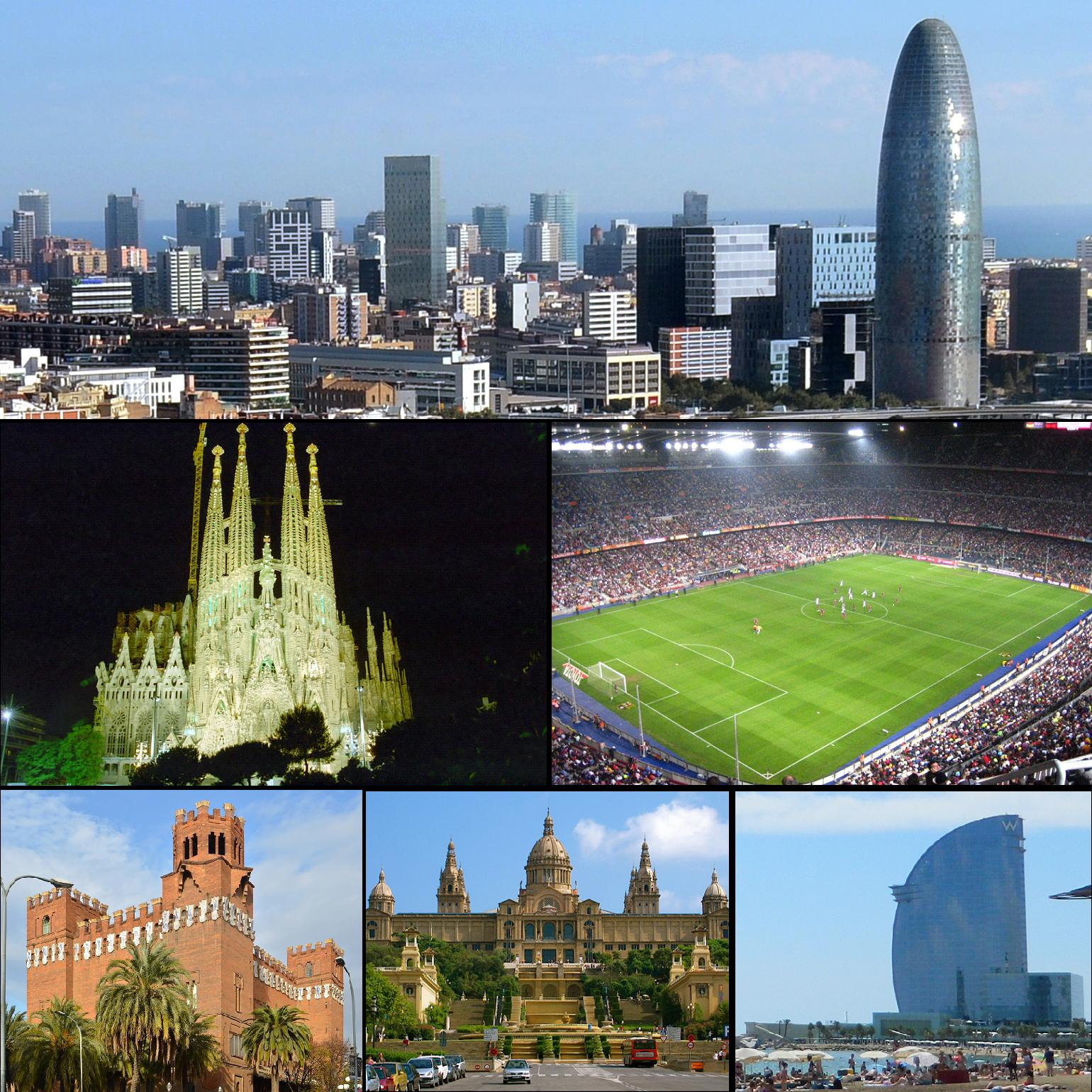
Barcelona

## Ibiza
Ibiza este o insulă din arhipelagul Baleare, situată în vestul Mării Mediterane, care aparține Spaniei. Capitala insulei este orașul Ibiza. În dialectul local insula și capitala ei se numesc Eivissa.

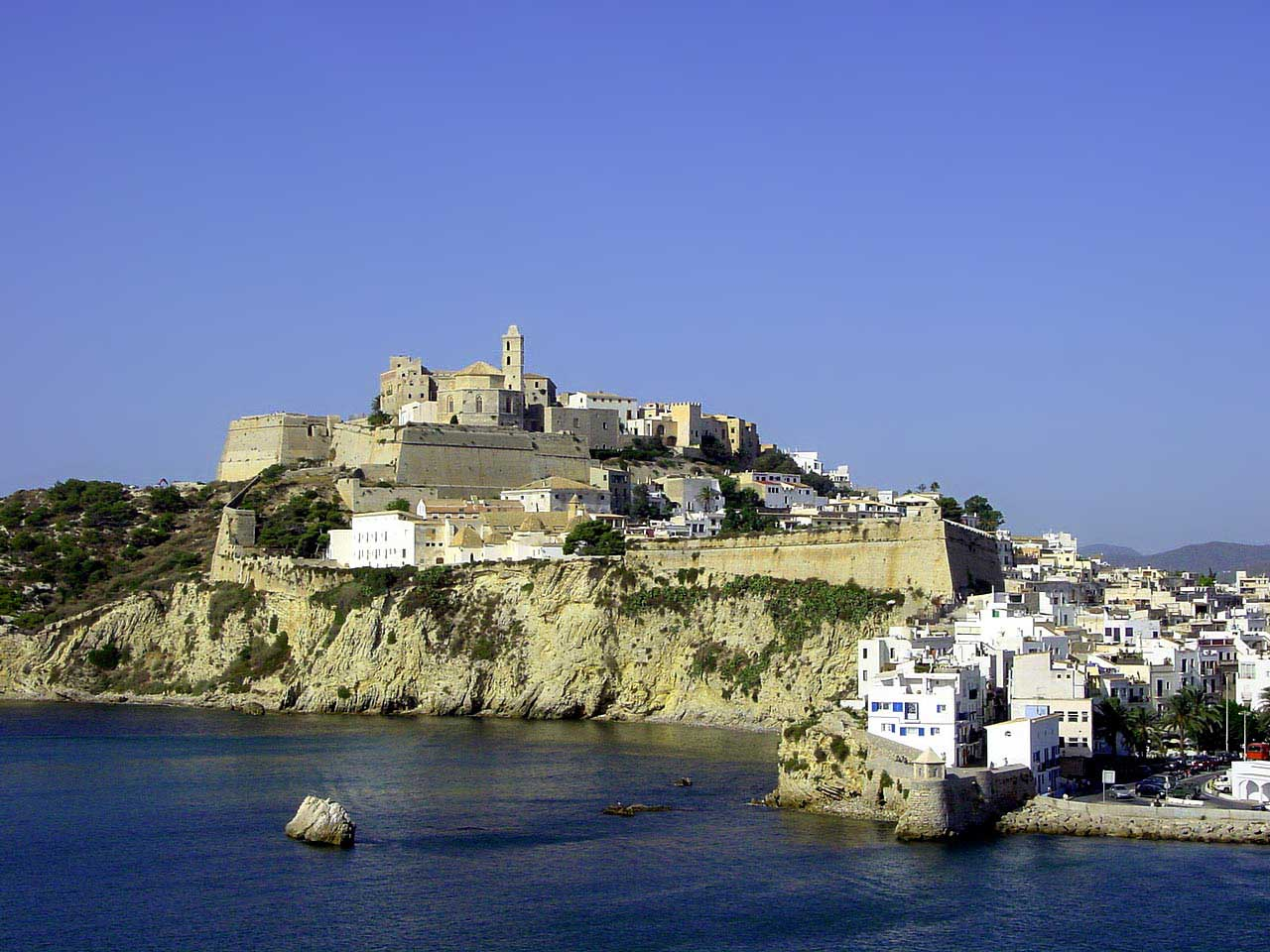
Ibiza

Insula face parte din patrimoniul UNESCO, fiind remarcată pentru biodiversitate și cultură. Face parte din arhipelagul Balearelor, fiind a treia insulă ca mărime, iar împreună cu vecina sa mai mică Formentera alcătuiește grupa Insulelor Pitiuse sau „Insulele pinilor”. Este numită și „Insula Albă” pentru arhitectura sa.

## Marbella

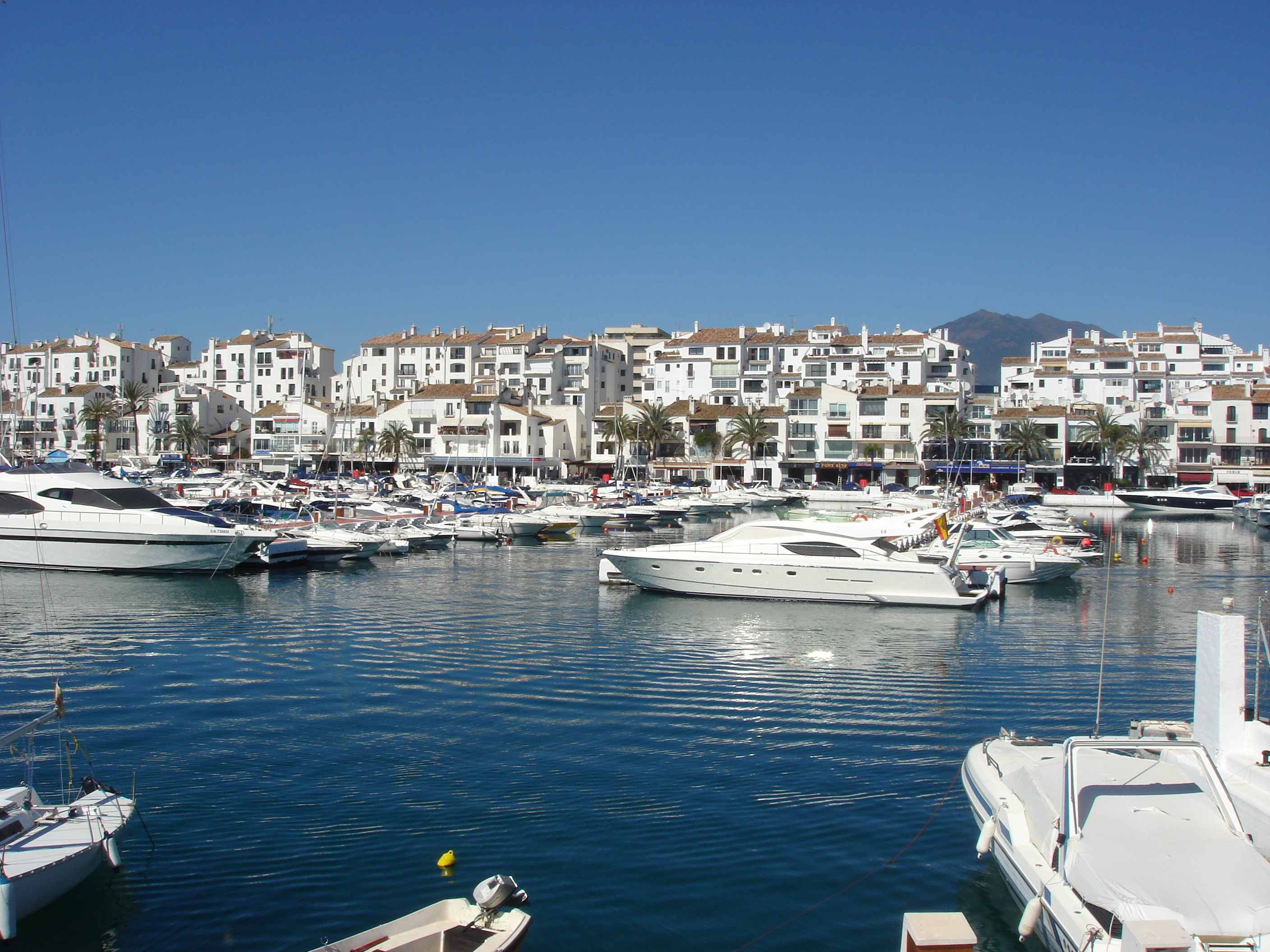
Marbella

Marbella este un oraș în sudul Spaniei, pe litoralul Mării Mediterane. Are circa 125 mii de locuitori (2006). Marbella este una din cele mai importante stațiuni turistice de pe Costa del Sol.